# 에스포를라투
에스포를라투(Esporlatu, 사르데냐어: Isporlatu)는 이탈리아 사르데냐 주 사사리도에 있는 코무네이다. 칼리아리에서 북쪽으로 약 130 킬로미터 (81 mi), 사사리에서 남동쪽으로 약 50 킬로미터 (31 mi) 떨어져 있다.
에스포를라투는 다음 지방 자치체와 접해 있다: 보티다, 부르고스, 일로라이.